# Adda z Bernicji
Adda z Bernicji (data urodzenia nieznana; zm. 568) - władca średniowiecznego anglosaskiego królestwa Bernicji w latach 560-568.
Według listy władców Nortumbrii z 737 roku, Adda był następcą Glappy; nie wiadomo jednak, jakie łączyły go z nim więzy rodzinne. Według Historia Brittonum Nenniusza, Adda był najstarszym synem Idy.